# Štefan Planinc
Štefan Planinc, slovenski slikar, * 8. september 1925, Ljubljana, † 2. september 2017, Ljubljana. 

## Življenje
Po maturi na ljubljanskem učiteljišču je študiral slikarstvo na Akademiji za likovno umetnost v Ljubljani, kje je diplomiral leta 1954 pri profesorju Kosu. Študij je nadaljeval na specialki pri profesorju M. Preglju. 
Ilustriral je časopise, revije ter knjige, kasneje pa se je zaposlil kot docent na ALU, kjer je postal izredni in leta 1984 redni profesor slikarstva. Od upokojitve leta 1985 je živel in delal v Ljubljani kot svobodni umetnik.
Bil je član skupine BE-54 in Grupe 69. Leta 1964 je prejel nagrado Prešernovega sklada in leta 1984 Jakopičevo nagrado za slikarstvo.
1. ↑  Artists of the World Online, Allgemeines Künstlerlexikon Online, AKL Online — B: K. G. Saur Verlag, Verlag Walter de Gruyter, 2009. — ISSN 2750-6088 — doi:10.1515/AKL